# Moussa El Kadhem Ben Achour
Pour les articles homonymes, voir Achour.
Moussa El Kadhem Ben Achour, né en 1892 à Tunis et décédé en 1959, est un magistrat et homme politique tunisien.

## Biographie
Né dans une famille notable de lettrés tunisois, il est le fils de Mohamed Ben Achour, directeur des habous, et de Fatma, fille du grand vizir Mohammed Aziz Bouattour. Il est le frère du cheikh Mohamed Tahar Ben Achour,, et le petit-fils du mufti Mohamed Tahar Ben Achour.
Il effectue ses études à la Zitouna puis commence sa carrière comme juge suppléant des tribunaux de Tunis en 1914, assurant la même fonction au Kef, à Sousse et à nouveau à Tunis. En 1924, il est désigné juge suppléant à l'ouzara et, en 1925, vice-président du tribunal de Sousse. En 1929, il devient juge à l'ouzara et, en 1930, vice-président du tribunal de la Driba et président de chambre à l'ouzara.
En 1954, il est le doyen des présidents de l'ouzara. Il est nommé ministre de la Justice dans le deuxième gouvernement de Tahar Ben Ammar, assumant cette fonction de 1955, à avril 1956.